# Miguel Bazzano
Miguel Ángel Bazzano – piłkarz urugwajski, bramkarz.
Jako piłkarz klubu Danubio FC wziął udział w turnieju Copa América 1967, gdzie Urugwaj zdobył tytuł mistrza Ameryki Południowej. Bazzano zagrał w trzech meczach - z Boliwią, Wenezuelą i Chile (stracił 2 bramki). W pozostałych dwóch spotkaniach bramki Urugwaju strzegł Ladislao Mazurkiewicz.
Od 4 stycznia 1967 do 19 czerwca 1968 rozegrał w reprezentacji Urugwaju 8 meczów, w których stracił 8 goli.